# Luke Jacobz
Luke Jacob Ashwood (født 14. februar 1981) er en australsk skuespiller, der mest er kendt for sin rolle som Patrick Brewer i den australske tv-serie ”McLeod's Daughters, og for sin medvirken i den australske udgave af ”Vild med dans”. Luke bruger sit mellemnavn Jacob, tilføjede z, som sit kunstnernavn.
Han medvirkede i 1995 i en high School produktion af The Man of Steel, hvor han fangede offentlighedens opmærksomhed. Dette var starten på hans skuespil karriere og han har blandt andet medvirket i Heartbreak High', The Big Arvo og Popstars Live. Fra 2005 – 2008 fik han den faste rolle som Patrick Brewer i McLeod's Daughters, og har derudover spillet politimanden, Angelo Rosetta i Home and Away. 
Mandag den 23. august 2010, blev det annonceret at Luke skulle være den nye vært på X Factor Australia, og dermed erstatte den tidligere vært Matthew Newton .
I 2008 medvirkede han i ”Vild med dans” hvor han sammen med sin professionelle dansepartner, Luda Kroitor, vandt sæsonen . 

## Film og tv-serier
| År        | Title                         | Rolle          | Noter                      |
| --------- | ----------------------------- | -------------- | -------------------------- |
| 2010      | The X-Factor                  | Vært           |                            |
| 2009      | Beauty and the Geek Australia | DommmerJudge   | 1 Episode                  |
| 2008 -    | Home and Away                 | Angelo Rosetta |                            |
| 2008      | Dancing with the Stars        | Sig selv       | Vinder af 8. sæson         |
| 2008      | Hole in the Wall              | Sig selv       | Guys Vs Gals, On Guys Team |
| 2008      | The Singing Bee               | Sig selv       | Deltager                   |
| 2005–2009 | McLeod's Daughters            | Patrick Brewer |                            |
| 2004      | Popstars Live                 | Vært           |                            |
| 2001–2005 | The Big Arvo                  | Studievært     |                            |
| 1998–1999 | Heartbreak High               | Zac Croft      |                            |

### Fodnoter
1. ↑  "Luke Jacobz jumps at chance to host The X Factor after Matthew Newton | News.com.au". Arkiveret fra originalen 27. august 2010. Hentet 14. februar 2011.
2. ↑  Dancing With The Stars winner Luke Jacobz wants to be a professional dancer | News.com.au (Webside ikke længere tilgængelig)